# Gare de Piène
La Gare de Piène (en italien : stazione di Piena) était une gare ferroviaire française de la ligne de Coni à Vintimille, située au hameau de Piène-Basse sur le territoire de la commune de Breil-sur-Roya dans le département des Alpes-Maritimes en région Provence-Alpes-Côte d'Azur.

## Situation ferroviaire
Établie à 305 m d'altitude, la gare de Piène est située au point kilométrique (PK) 82,308 de la ligne de Coni à Vintimille, entre les gares de Breil-sur-Roya et d'Olivetta-San-Michele (en Italie).

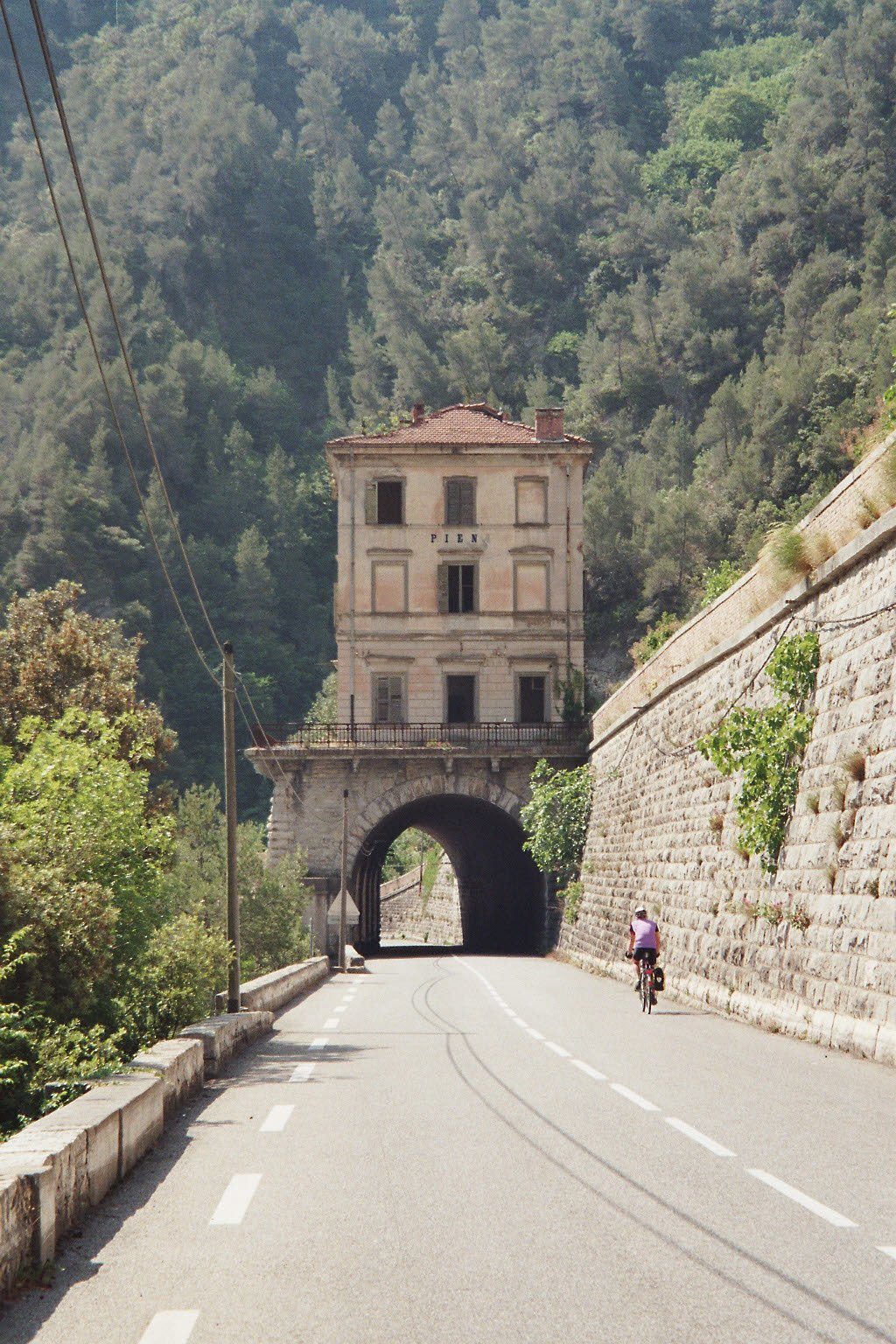
Le bâtiment voyageurs sur son pont-tunnel lui permettant d'être à la hauteur de la ligne située sur un remblai, tout en laissant le passage à la route.

## Histoire
En 1915, venant de Vintimille, le chantier italien du chemin de fer arrive à Piena. En 1927, l'espace étant restreint, les Italiens établissent la gare et ses dépendances sur un pont-tunnel construit au-dessus de la route. Après avoir été inaugurée le 30 octobre, la gare est mise en service le 31 octobre 1928, lors de l'ouverture au trafic voyageurs de la partie française de la ligne par la Compagnie des chemins de fer de Paris à Lyon et à la Méditerranée (PLM), permettant la mise en service de l'ensemble de la ligne de Coni (Cuneo en italien) à Vintimille (Ventimiglia en italien).
La gare est fermée lors de la retraite des troupes allemandes en 1944, puis le déplacement de la frontière après la Deuxième Guerre mondiale place la gare et le village en territoire français, en 1947. La Société nationale des chemins de fer français (SNCF) ne remet pas la gare en état, elle est donc fermée depuis cette époque.
A la fin des années 2010 la gare a été sécurisée, pour éviter la chute de débris sur la route; des filets blancs ont été installés, englobant les deux bâtiments. Les structures en bois et les tuiles ont été retirées, et les arbres ont été coupés.
Lors de l'épisode méditerranéen appelé tempête Alex du 2 octobre 2020, le niveau de la Roya est monté jusqu'à envahir le pont-tunnel, détruisant le canal d'admission d'eau situé en face et la maison la plus proche dans le virage (ainsi que d'autres en aval dans le hameau). La superstructure du pont-tunnel n'a pas été endommagée.

## Service des voyageurs
Aucun. Gare fermée.